# داگلاس بوث
داگلاس جان بوث ( به انگلیسی: Douglas John Booth، متولد ۹ ژوئیهٔ ۱۹۹۲ ) هنرپیشهٔ بریتانیایی، محبوبیت وی بیشتر بخاطر ایفای نقش بوی جورج در درام تلویزیونی «نگران پسر» است که از کانال بی‌بی‌سی تو بر روی آنتن رفت. او اخیراً در فیلم تلویزیونی «کریستوفر و نوعش» ظاهر شده است. همچنین به عنوان نقش مقابل هیلی استاینفلد در فیلم «رومئو و ژولیتِ» کارلو کارلی، نقش رومئو را بر عهده دارد.

## فیلم‌شناسی
| سال  | عنوان                  | نقش            | توضیحات        |
| ---- | ---------------------- | -------------- | -------------- |
| ۲۰۰۶ | شکارچیان کاری          | ساگار          |                |
| ۲۰۰۹ | سفر در زمان            | سفتون          |                |
| ۲۰۱۰ | نگران پسر              | بوی جورج       | فیلم تلویزیونی |
| ۲۰۱۰ | ارکان زمین             | استیس          | سریال ۸ قسمتی  |
| ۲۰۱۱ | کریستوفر و نوعش        | هیز ندرمایر    | فیلم تلویزیونی |
| ۲۰۱۱ | آرزوهای بزرگ           | پیپ            | سریال ۳ قسمتی  |
| ۲۰۱۲ | خندیدن با صدای بلند    | کایل           |                |
| ۲۰۱۳ | رومئو و ژولیت          | رومئو مونتاگ   |                |
| ۲۰۱۴ | نوح                    | سام            |                |
| ۲۰۱۵ | صعود ژوپیتر            | تیتوس آبراساکس |                |
| ۲۰۱۶ | غرور و تعصب و زامبی ها | آقای بینگلی    |                |
| 2020 | سال سالینجر من         | دان            |                |

|the riot club
|هری